# Ксилометазолин

3D визуализация структуры молекулы

Ксилометазолин (англ. Xylometazoline) — α2-адреномиметик. Производное имидазолина. Ксилометазолин входит в перечень жизненно необходимых и важнейших лекарственных препаратов. Используется  как средство для снятия симптомов заложенности носа, ринита и синусита, а также отита (для смягчения отёка евстахиевой трубы).

## Фармакологическое действие
Стимулируя α2-адренорецепторы, ксилометазолин оказывает сосудосуживающее действие на слизистую оболочку полости носа, устраняя её отёк и гиперемию. Облегчает носовое дыхание при ринитах. Действие наступает через несколько минут и продолжается в течение нескольких часов.
После нескольких дней применения развивается тахифилаксия и сосудосуживающий эффект препарата быстро снижается.
При системном действии вызывает повышение артериального давления.

## Фармакокинетика
При местном применении практически не абсорбируется, концентрации в плазме настолько малы, что их невозможно определить современными аналитическими методами.

## Показания
Острый аллергический ринит, ОРЗ с явлениями ринита, синусит, поллиноз. Подготовка больного к диагностическим манипуляциям в носовых ходах.

## Противопоказания
Гиперчувствительность, артериальная гипертензия, тахикардия, выраженный атеросклероз, глаукома, атрофический ринит, хирургические вмешательства на мозговых оболочках (в анамнезе), детский возраст (до 2 лет - для 0,05 % раствора, до 6 лет — для 0,1 % раствора).

### C осторожностью
Ишемическая болезнь сердца (стенокардия), гиперплазия предстательной железы, сахарный диабет, гипертиреоз, беременность, период лактации, детский возраст (для 0,05 % раствора — до 2 лет, для геля — до 7 лет).

## Побочные эффекты
При частом и/или длительном применении — раздражение и/или сухость слизистой оболочки носоглотки, жжение и парестезия слизистой оболочки полости носа, чихание, гиперсекреция слизистой оболочки полости носа, временная потеря обоняния. Редко — отек слизистой оболочки полости носа, тахикардия, аритмии, повышение артериального давления, головная боль, рвота, бессонница, нарушение зрения; депрессия (при длительном применении в высоких дозах).
Развитие хронического ринита.

### Передозировка
Симптомы: усиление побочных эффектов.
При регулярном применении резко снижается эффективность препарата.
В педиатрии наиболее часто случаи передозировки случаются у детей в возрасте от 1 до 2 лет, чуть реже в возрасте до 1 года и с 2 до 3 лет.
Симптомы передозировки сходны с действием седативных средств: вялость, слабость, сонливость, ребенок не может проснуться, после пробуждения снова засыпает. Сердцебиение учащенное(тахикардия).
В случае появления подобных симптомов немедленно обратиться за медицинской помощью.
Смертельная доза ксилометазолина для детей 10 мг.
Основные причины передозировки у детей: применение препарата без согласования с педиатром, продолжительность приема более 3-4 дней, увеличение количества впрыскиваний, оставление препарата в доступном месте (ребенок может сам воспользоваться препаратом, в том числе выпить даже через дозатор).

### Лекарственные взаимодействия
Несовместим с ингибиторами МАО и трициклическими антидепрессантами.

## Интересные факты
По данным на 2015 год возглавляет рейтинг аптечных продаж лекарственных препаратов по МНН, включённых в перечень ЖНВЛП 